# Марянкі (Рипінський повіт)
Марянкі (пол. Marianki, нім. Marienkaten) — село в Польщі, у гміні Рипін Рипінського повіту Куявсько-Поморського воєводства.
Населення — 465 осіб (2011).
У 1975-1998 роках село належало до Влоцлавського воєводства.

## Демографія
Демографічна структура станом на 31 березня 2011 року:
|          | Загалом | Допрацездатний вік | Працездатний вік | Постпрацездатний вік |
| -------- | ------- | ------------------ | ---------------- | -------------------- |
| Чоловіки | 223     | 56                 | 146              | 21                   |
| Жінки    | 242     | 65                 | 130              | 47                   |
| Разом    | 465     | 121                | 276              | 68                   |